# 아사이 볼
아사이 볼(açaí bowl) 또는 아사이 나 치젤라(브라질 포르투갈어: açaí na tigela→사발에 담긴 아사이)는 파라주와 아마조나스주가 원산지인 브라질의 달콤한 후식이다. 아사이야자 열매를 얼린 뒤 으깨어 만든 요리로, '흙 맛이 나는 듯한' 또는 크리미한 맛이 난다고 알려져 있다. 갈아내기 전에는 입자가 있는 질감이며, 높은 산도로 인한 신맛이 있어 맛있게 즐길 수 있다. 주로 과라나 시럽과 섞어 스무디 형태로 그릇에 담아 내며, 보통 그래놀라와 바나나를 올려 먹는다.

## 지역과 조리법

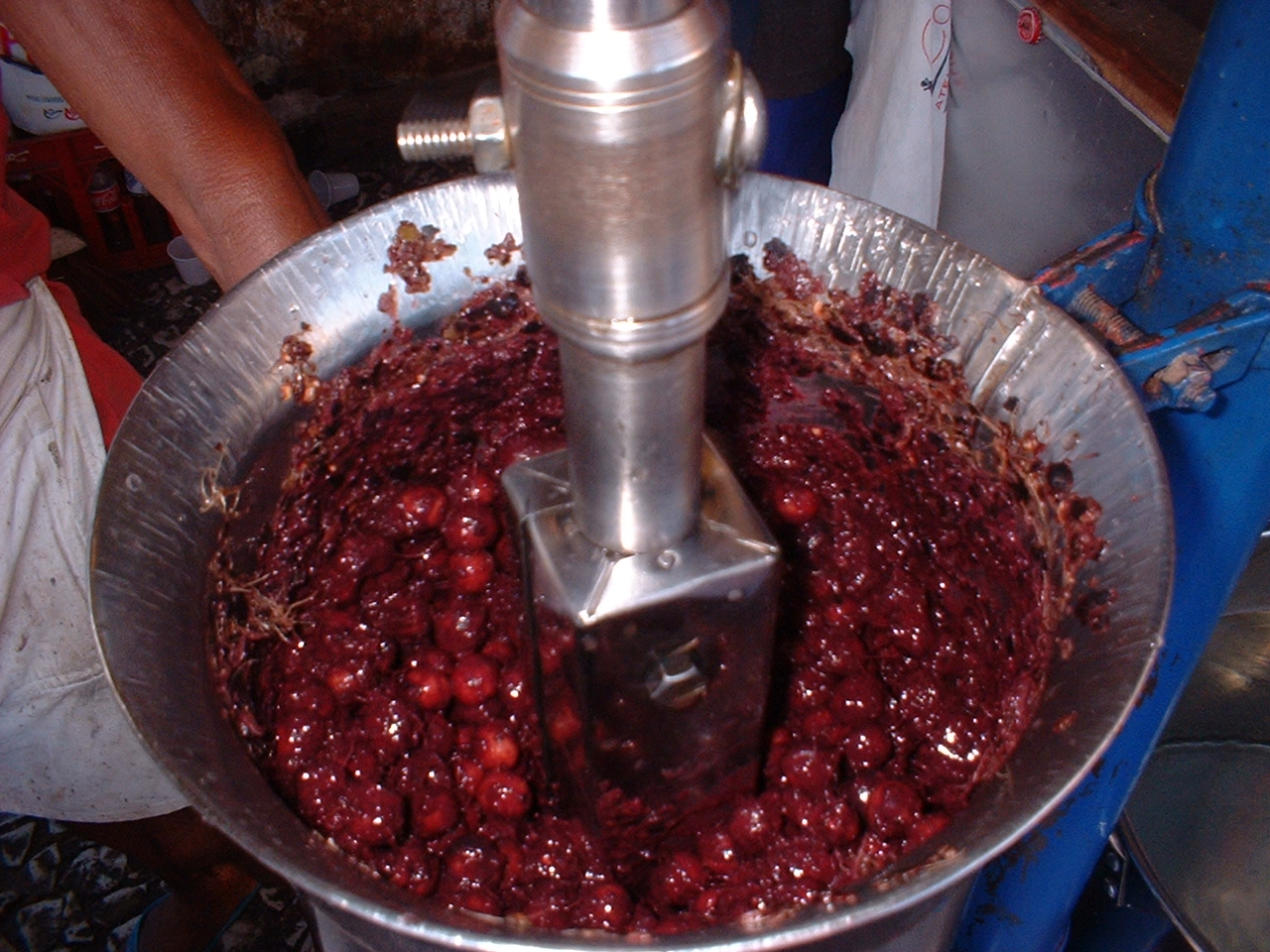
아사이 베리에서 과육 추출하기

브라질 전역에서 즐기는 아사이 나 치젤라는 특히 파라, 리우데자네이루, 플로리아노폴리스, 상파울루, 고이아스주와 북동부 해안을 따라 지역화되어 있으며, 해변 산책로를 따라 늘어선 키오스크와 도시 곳곳의 주스 바에서 판매된다.